# Přeformulování
Ve výuce jazyků je přeformulování neboli „recast“ způsob opravy ústní chyby. Řadí se mezi tzv. implicitní typy korektivní zpětné vazby. To znamená, že na přítomnost chyby v řečníkově projevu není přímo poukázáno, jako je tomu při explicitní korektivní vazbě. Přeformulování má svůj původ v osvojování prvního jazyka, kdy dospělý člověk zopakuje výrok dítěte buď správně, nebo s přidanými informacemi.

## Použití přeformulování během výuky
Při přeformulování vyučující zpravidla zopakuje část nebo celý studentův chybný výrok, ale úmyslně ho přeformuluje tak, aby neobsahoval studentovu chybu.
Například v angličtině: 
Žák: The boys is playing football.
Učitel: Yes, the boys are playing football, correct.
Vyučující také může dát důraz na chybnou část výroku, použít stoupavou či klesavou intonaci či jinak přeformulování modifikovat na základě kontextu.

## Názory na použití přeformulování
Efektivita přeformulování může být sporná, a to zejména efekt na proces učení se jazyka. Důraz na formu, nenarušování průběhu lekce a pozitivní vliv na žákův afekt tvoří některé z pozitivních efektů přeformulování. Tyto benefity bývají zpochybňovány tím názorem, že přeformulování nemusí nutně vést k osvojení si správné formy (uptake) a jazykovému vývoji. Nicméně, korektivní zpětná vazba velmi závisí na kontextu (znalost jazyka, věk studentů, typ aktivity, osobnost studentů atd.) a tudíž nelze určit, jaký typ je nejefektivnější.